# Londerzeel United
Londerzeel United is een Belgische voetbalclub uit de Vlaams-Brabantse gemeente Londerzeel. De club is aangesloten bij de KBVB met stamnummer 3794 en heeft blauw als clubkleur. De club speelt op het tweede provinciale niveau van Brabant.

## Geschiedenis
De fusieclub werd opgericht in 2022 als samensmelting van KFC Malderen (uit de Londerzeelse deelgemeente Malderen) en FC Sint-Jozef Londerzeel uit het naburige Londerzeelse dorp Sint-Jozef. De club nam het stamnummer 3794 over van KFC Malderen.
De fusie was het gevolg van een samenwerkingstraject opgezet door het gemeentebestuur. Redenen waren onder meer het dalende aantal vrijwilligers en financiële uitdagingen, maar ook schaalvergroting om zo sportieve successen te kunnen boeken. De nieuwe club trad in het seizoen 2022-2023 voor het eerst aan in Derde Provinciale B van Vlaams-Brabant.

## Terreinen
De thuisbasis van de ploeg bevindt zich in het dorp Londerzeel Sint-Jozef. In Malderen bevinden zich neventerreinen van de club.

## Resultaten
Onderstaande tabel geeft een overzicht van de resultaten Londerzeel United weer.
| Seizoen | Klasse | Klasse | Klasse | Klasse | Klasse  | Klasse | Klasse | Klasse | Klasse | Reeks            | Punten | Opmerkingen           |
|         | IA     | IB     | Nat.I  | Afd.II | Afd.III | P.I    | P.II   | P.III  | P.IV   |                  |        |                       |
| ------- | ------ | ------ | ------ | ------ | ------- | ------ | ------ | ------ | ------ | ---------------- | ------ | --------------------- |
| 2022/23 |        |        |        |        |         |        |        | 3      |        | 3e Prov. B Brab. | 53     |                       |
| 2023/24 |        |        |        |        |         |        |        | 4      |        | 3e Prov. B Brab. | 54     | Promotie na eindronde |
| 2024/25 |        |        |        |        |         |        | 15     |        |        | 2e Prov. A Brab. | 23     |                       |
| 2025/26 |        |        |        |        |         |        |        |        |        | 3e Prov. B Brab. |        |                       |